# Peter Taylor (periodista)
Peter Taylor és un periodista i documentalista britànic. És conegut sobretot per la seva cobertura del conflicte polític i armat a Irlanda del Nord, conegut com The Troubles, i per la seva investigació d'Al-Qaeda i de l'extremisme islamista arran dels atemptats de l'11 de setembre de 2001. També ha tractat la problemàtica del tabaquisme i les polítiques sobre el tabac, treball pel qual va rebre la Medalla d'Or de l'OMS per serveis a la salut pública. Ha escrit llibres i ha investigat, escrit i presentat documentals de televisió durant més de quaranta anys. L'any 2014 Taylor va ser guardonat amb un premi a la Royal Television Society, per la seva trajectòria, i un premi especial BAFTA.